# 崔健
崔健（中国朝鲜语：／ Choi Kŏn */?，1961年8月2日—），出生名崔建军（최건군），北京人、朝鮮族，中國男歌手，中国大陸搖滾先驅者，被誉为“中国摇滚之父”。成名曲为1986年的《一無所有》，1988年的《一塊紅布》亦是名作。他象征了中国大陆摇滚乐从无到有的历史意义，以其独特沙哑嗓音，及曾以紅布矇眼唱歌為他的象徵形象。
1980年代发行了《浪子归》、《新长征路上的摇滚》等专辑，1990年代发行专辑《解决》、《红旗下的蛋》以及《无能的力量》。2005年发行专辑《给你一点颜色》，同年“嚎叫唱片”出版的向崔健致敬专辑《谁是崔健》再次显示崔健在中国摇滚界的老前輩地位。2009年，《一無所有》入选《台湾流行音乐200最佳专辑》。2022年，以《飛狗》音樂專輯獲得第33屆金曲獎最佳華語男歌手獎，也成為台灣金曲獎史上第一位中國大陸籍的「金曲歌王」。

## 人物生平

### 早年生活
1961年8月2日，崔健生于北京市朝陽區幸福村。父親崔雄济為北京空軍軍樂隊的功勋演奏员，母亲張順化生于朝鲜，是中央民族歌舞团的成员。崔健出生数月后曾得大病，连续发高烧不停又大量脱水，生命危在旦夕，他的母亲当时在东北演出还未得知。父亲所在的空政团紧急将崔健送进空军总医院进行输血最终保住生命。
由于父母工作繁忙，崔健的儿童时代是在空军全托的幼儿园里孤独地渡过，但每周六能回家。随着崔雄济工作的调动，他的家庭先后住过幸福村、灯市口、空政文工团、空军学院，崔健的整个童年都是在父亲的军队的环境下长大的。而双亲汉语水準都不是很高，也造成了崔健童年时有口吃的毛病。崔健的父亲发现崔健有着极强的好奇心，如他父亲所言：“崔健从小就这样，他对很多自己不明白的事物有一种强烈的求知欲望，并且常常独自观察和思考。”
文化大革命期间，1967年，崔健就读小学。在小学时他还当过班长，并在作文方面展现出才华，受到过教师的表扬，以及还写过不少快板书。
1975年，十四岁的崔健开始跟随父亲学习小号演奏。在那个时代，长大后的崔健按惯例要上山下乡当知青。崔雄濟决定让他学会一种乐器，以便将来能进入文艺团体从而留在城里。对于乐器，崔健最终选择了小号，而崔健的确在小号上展现了异于常人的天赋，没学几天便可流畅地吹出当时的流行歌曲。崔健的语文老师向他的父亲做思想工作，希望崔健走上作家的道路并从事文学相关工作。但在父亲告知崔健后，崔健自己却表示不愿意并拒绝了老师的建议。在坚持学习小号半年后，崔健已能能熟练地驾驭难度颇高的《长征组歌》。
1976年，此时的崔健学会了《贝尔曼小号协奏曲》此类高难度歌曲。沈阳军区文工团和北京军区文工团在社会上招收小号演奏员，崔健优秀的演奏获得了现场考官的极大好评。随后，沈阳军区发去了调令要招收崔健入伍进入文工团，但由于崔健的母亲鉴于路程遥远而反对以至于未实现。而北京军区文工团直接找到了崔健与他会谈，因为无需离开北京，获得了崔健本人和父母的同意。但被学校以影响“上山下乡运动”为由而拒绝。
1979年，崔健中学毕业。此时的中国社会的上山下乡运动已接近尾声，知青开始陆续返乡，崔健成了待业青年。由于其出色的小号演奏水準，不久以后，工程兵文工团和总政治部文工团先后邀请崔健帮忙吹号。

### 1980年代
1980年，崔健以20元人民幣購得第一把吉他，并向一位蒙古工人学吉他，没过半个月，崔健的技术水準便超过了他，这也让崔健对吉他这门乐器产生了极大的喜爱，并开始钻研相关内容。
1981年，崔健成功考入北京交响乐团并担任小号乐手。当时文革刚结束不久，大部分行业停留在十几年前。中国官方的演奏乐器都是不插电的，摇滚、流行、爵士这些现代音乐领域一片空白。崔健所在的北京歌舞团按当时仅有的文艺形式将团员分为古典与民乐，崔健负责古典弦乐的小号部分，但这并没有占用他的太多时间，因为他是第三小号，一般一场演出只需要一把小号，他不经常上场。面对团员们的空余时间，定音鼓手周亚平很快想出了赚钱方法。他把目光放在大批因改革开放而来到中国的外国留学生与专家身上，与外交人员饭店这种专门为外国人提供住宿餐饮的机构接触，自组小乐队，为他们演奏日本、欧美电影里的歌曲。崔健因为能出色地用英文演唱《草帽歌》而被邀请进来。当时大部分歌手都是民乐出身，只会李谷一或蒋大为的唱法，但崔健不同，他能非常准确地模仿那些英文歌手或刘文正之类的唱法，这在当时很少见。和同时期的摇滚乐手略有不同，崔健当时迷恋的并非重金属，而是在北京歌舞团时期就接触到的爵士乐，它的自由与即兴让崔健相信不应让演奏方法成为艺术家的压力。崔健听到外国旅游者和学生带进中国的磁带，他开始学弹吉他，并很快当众演唱。
1983年，隨北京歌舞團至山西太原參與「晉原之秋」音樂會。於演出活動結束後下榻的招待所，演唱日本電影《人證》的插曲〈草帽歌〉。也就是在这一年，崔健写下了属于自己的第一首歌《我爱我的吉它》。
1984年《當代歐美流行爵士─崔健獨唱集》專輯出版。
1984年11月-1985年6月，参与组建“七合板”乐队，成員另有：劉元、楊樂強、周曉明、文博、安邵華、李秀力等七人。首場演出在政協禮堂，曲目包括翻唱The Beatles、Paul Simon、中外歌曲及創作曲等。
1985年《夢中的傾訴》專輯出版（中國唱片公司北京分公司），即日後的《'85回顧》或《1985回顧》。
1985年，参与郭峰专辑《星新星》的录音，演唱了专辑中由郭峰创作的歌曲《心的独白》。
1985年12月，參與流行歌曲比賽，演唱《不是我不明白》、《最後的抱怨》，評審委員有音樂界名人王昆、李双江等，未獲名次。
1986年5月，参加“世界和平年演唱会”（北京）首唱《一无所有》而一炮走红。
1986年《新潮》專輯出版（深圳音像公司），再版時易名為《分手的時候》，即日後的《浪子歸》。
1988年1月23日，在北京中山公園音樂堂舉辦音樂會。
1988年4月，開始於中國旅遊聲像公司錄音棚錄製首張專輯《新長征路上的搖滾》，錄音師為陳慶、王昕波（老哥）。於棚內時間約100天，錄音時間斷斷續續至1989年2月結束。
1988年9月中央电视台卫星曾传送崔健演唱的《一無所有》，作为汉城奥运会前夜特别节目的一部分向全球播出。
1988年12月3日，在北京工人體育館參加新時期十年金曲金星評選活動演唱會。首唱《一塊紅布》。
1989年3月12、13日，在北京展览馆剧场举办“新长征路上的摇滚”演唱会，轰动京城。同年《一无所有》荣获《人民日报》、中国国际文化交流中心举办的“新时期十年金曲奖”，崔健获得优秀歌手奖。
1989年3月17日，與ADO樂隊前往歐洲展開為期一個月的首次出國，3月19日於英國倫敦Royal Albert Hall參加Salem Music Awards亞洲音樂節，演唱《一無所有》；4月2日於法國巴黎參加「布日之春」國際搖滾音樂節（Printemps de Bourges），做個人首次專場演出。
1989年4月，第一張他本人認可的專輯《新長征路上的搖滾》，在中國大陸以「崔健與ADO」名義發行（中國旅遊聲像出版社），在海外（包括港台）則易名為《一無所有》，台灣於4月12日由可登唱片發行，在香港於4月20日由EMI發行。随后在台湾荣获“双白金唱片奖”，在香港获“白金唱片奖”。10月，專輯封面修改後以新面貌在中國大陸重新上市。
1989年5月19日，与乐队在天安门广场演出慰问绝食学生，演唱了《一无所有》，以及《从头再来》《新长征路上的摇滚》《像一把刀子》《一块红布》等歌曲。

### 1990年代

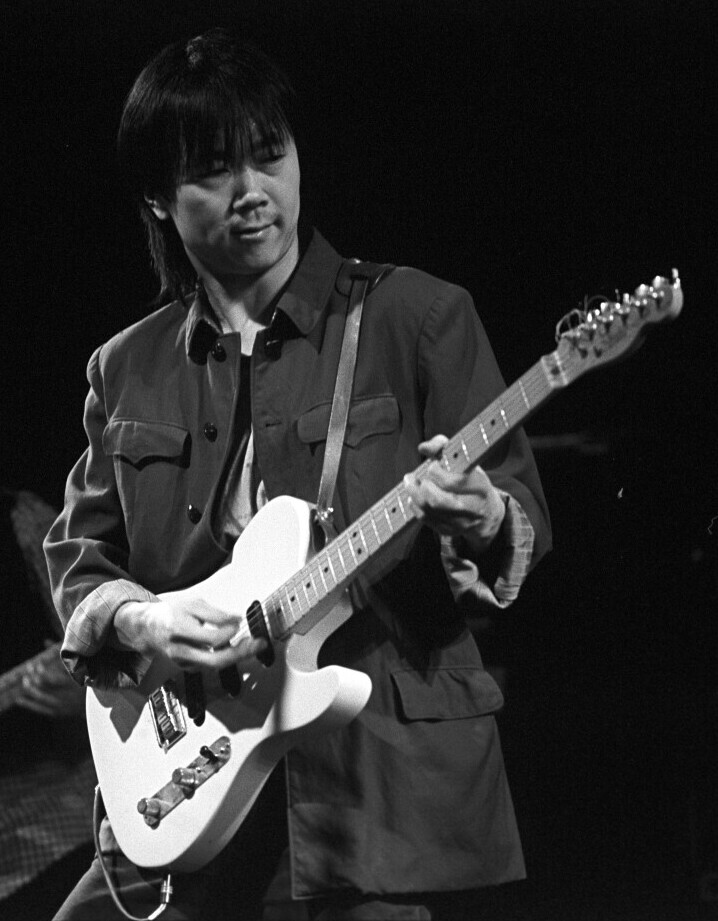
1993年的崔健

1990年，「新長征路上的搖滾」巡迴演唱會（為亞運會集資）於北京（1月28、29日）展開，其後在鄭州（3月17、18、19日）、武漢（3月24、25、26日）、西安（3月31日、4月1日）、成都（4月8、9、10日）演出。原預計5月初繼續至上海、南京、瀋陽、長春、哈爾濱等地巡演，但未成行。
1990年4月，開始錄製第二張專輯《解決》，至6月結束，歷時約60天時間。
1991年1月28日，廣州天河體育館演唱會。
1991年1月底，農曆新年期間，第二張專輯《解決》在中國大陸發行（中國北光聲像藝術公司），其中《像一把刀子》、《最後一槍》兩曲未印歌詞。台灣、香港則於3月發行。
1991年3月底，前往香港接受電台訪問及演出。
1991年7月，代表大陸赴香港參加《忘我大匯演》為大陸受災地區籌集救災款項。
1991年10月，崔健独立制作完成的电视音乐片《快让我在这雪地上撒点儿野》在美国荣获三大音乐奖之一——MTV大奖中“观众最喜爱的亚洲歌手奖”（VIDEO MUSIC AWARD 1991 MTV ASIA VIEWERS CHOICE AWARD CUIJIAN "WILD IN THE SNOW"）注：此奖项是首次为亚洲地区设立。
1992年5月，為希望工程集資，在南京市五台山體育館舉辦「新長征路上的搖滾」──崔健南京演唱會。
1992年6月28日，在云南省昆明市拓东体育馆举办“为云南少数民族文教事业募捐”的演唱会，在当地获得巨大反响，演唱会连续开了5场。
1992年8月，率樂隊赴日本參加「FREE」大型露天演唱會，首度在日本演出
。
1992年9月，趙健偉撰寫的長篇紀實文學《崔健：在一無所有中吶喊》出版。
1992年11月15日，美國《洛杉磯時代》以崔健為封面人物。
1992年12月28-30日，北京展覽劇場演唱會「為中國癌症基金會集資」。
1993年2月，率樂隊赴德國、瑞士參加世界文化交流活動。
1993年7月，為北京市體育基金會集資──'93北京崔健演唱會。
1994年9月，參加美國西雅圖藝術節，在西雅圖中心體育場舉行的開幕式一場、個人演唱會一場。
1994年10月，第三張專輯《紅旗下的蛋》在中國大陸、香港、日本發行。長春、烏魯木齊'94紅旗下的蛋崔健演唱會。
1996年12月，北京大學中文系教授謝冕、錢理群主編的《百年中國文學經典》出版（北京大學出版社），崔健《一無所有》及《這兒的空間》獲選入第七卷（1979-1989）「詩」類。
1997年4月，子曰樂隊專輯《第一冊》發行，崔健擔任製作人。
1997年7月，單曲《超越那一天》收錄於《七月一日生》合輯。
1998年4月，第四張專輯《無能的力量》發行。

### 2000年代
2001年2月16、17、18日，《給你一點顏色》舞劇在香港葵青劇院演出。
2001年8月7日，在北京CD Cafe進行真唱簽名行動，發表真唱宣言，發起真唱運動抵制假唱。
2002年6月29日，北京CD Cafe演唱會，首唱新歌《滾動的蛋》。
2002年8月16、17日，第一屆雪山音樂節在雲南麗江的玉龍雪山舉行。
2003年1月18日，参与新加坡真唱運動演唱會。
2004年8月6日，參與在北京市楓花園汽車電影院的真唱運動2週年紀念活動。
2004年8月8日，崔健與樂隊參加在寧夏銀川賀蘭山舉辦的「中國搖滾的光輝道路」大型音樂節。
2004年12月10日，崔健及樂隊在北京新豪運酒吧舉辦現場專場演出，搖滾歌手王磊以DJ身分參與，山西民歌手王占民亦參與演出。旅遊衛視的《衛視先鋒》欄目全程記錄了這次聚會，並於12月31日20:00進行了電視轉播。
2005年3月23日，第五張專輯《給你一點顏色》發行。
2005年7月1日，崔健及樂隊參加北京工人體育場「紀念世界反法西斯戰爭勝利60週年大型演唱會」。同台演出的樂隊還有：鄭鈞、唐朝樂隊、二手玫瑰樂隊、斯琴格日樂等。
2005年9月24日，北京首都體育館「陽光下的夢」崔健北京個人演唱會。
2005年10月27日，在深圳“根据地”酒吧举行小型演唱会
2005年12月3日，在南京五台山体育馆举行个人演唱会
2006年5月24日，崔健及樂隊在香港Hard Rock Cafe舉行了一場名為『崔健 Rock on Live 2006』的小型音樂會，演出形式為UNPLUGGED。
2006年7月15日，崔健與樂隊在北京的星光現場進行了一場UNPLUGGED演出，現場逾千名歌迷近距離感受著崔健樂隊的震撼音樂。

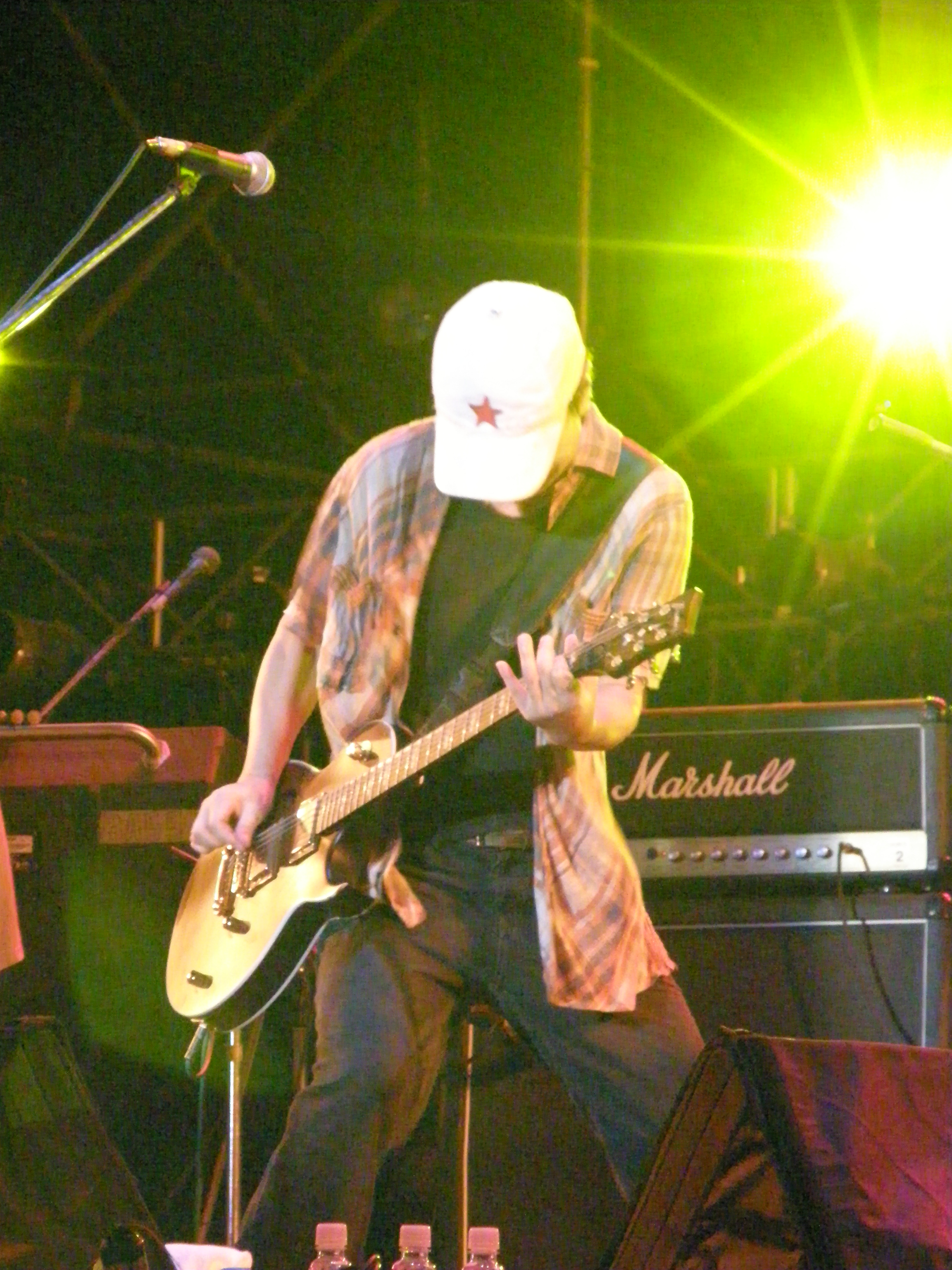
台灣貢寮海洋音樂祭

2007年7月8日，台灣貢寮海洋音樂祭，崔健壓軸演出。
2008年5月12日，四川汶川地震，崔健發起「超越那一天」賑災義演（5月22日），並首唱為地震譜寫的新歌《光的背面》。
2009年9月12日，電影《成都我愛你》受邀成為威尼斯電影節閉幕電影，崔健出席了9月12日的電影節閉幕式。
2009年9月19日，崔健西班牙馬德里演唱會。2009年9月23日，崔健西班牙巴塞罗那演唱會。
2009年，崔健在中国网“新中国60年最有影响力文化人物网络评选”音乐排行榜中名列第六。
2009年12月24日，在北京北展剧场，举办大型个人专场演唱会。

### 2010年代
2010年12月31日-2011年1月1日，崔健與北京交響樂團合作，在北京工人體育館舉行兩場搖滾交響新年音樂會。
2011年11月1日，崔健及樂隊在“澳門國際音樂節”上獻唱。
2011年11月19日，崔健及樂隊在重慶人民大禮堂舉辦了“2011崔健重慶演唱會”。
2012年1月1日，崔健及樂隊受邀參加了“上海東方衛視跨年晚會”。
2012年4月29日晚，崔健在北京迷笛音樂節壓軸演出。
2012年10月1日，崔健及樂隊受邀參加了于鎮江舉辦的2012長江草莓音樂節。
2012年11月17日由南方週末、東方衛視聯合主辦的“2012中國夢踐行者致敬盛典”在上海東方藝術中心舉行。搖滾歌手崔健等七位“2012中國夢踐行者”現場接受了致敬。
2013年5月18号晚，崔健在深圳迷笛音乐节压轴演出。
2013年12月1日晚，香港Clockenflap音樂及藝術節，崔健壓軸演出。
2014年1月，有傳其將參加2014年春晚，并在晚會上演唱《一無所有》，但當局認為該歌過於敏感和歌詞太過消極，要求其改歌詞或換歌。但由於其本人堅持不讓步，以致其和春晚無緣。
2014年10月14日晚，崔健导演电影《蓝色骨头》在北京工人体育馆举行首映礼。毛阿敏、黄绮珊、李文琦等献唱助阵，崔健本人时隔28年重返工体演唱《一无所有》。
2015年3月27日，帮谭维维助唱，参与《我是歌手》第三季，为首次于电视综艺节目露秀。同年11月，以推荐人身份参加东方卫视综艺节目《中国之星》。
2015年12月25日，第六張專輯《光凍》發行。

### 2020年代
2021年8月31日，第七張專輯《飛狗》發行。
2022年4月15日，举办线上演唱会。

## 社會參與

### 八九民运
1989年中国大陆「六四事件」期間，崔健曾到天安門廣場聲援學生，并演唱《一无所有》劝说学生复食。也因此自90年代以來不时遭到来自官方的阻碍，不受官方欢迎。崔健曾多次提及他的知名观点，“天安门只要挂着毛主席像，我们就都是一代人”。

### 《中国之星》评审
2015年崔健擔任《中國之星》歌唱評審，品評許志安的參賽曲《怎麼捨得你》（原唱張學友），以「你的歌我沒聽懂，得看歌詞，而且又是廣東歌」為由否定廣東歌、以「有何寓意」質問懷舊老歌和香港懷舊價值。”被兩岸三地傳媒批評「一個誠懇的後輩表演者的品位被權威諷刺而不加以了解」、「不見得有人會以不懂英語為由否定英語歌」，樂評人認為他已不再帶有革命者的氣質。亦有評論指崔健只是質疑為甚麼許志安沒有演唱21世纪的香港流行音乐，而非否定香港流行音乐。
崔健不喜1980年代的流行音樂由來以久。1980年代中國樂壇擺脫了革命軍曲合唱風格後，趨生了強調個人主義的男子搖滾樂隊和女歌手情歌獨唱，以鄧麗君為代表的港、台情歌因為更具時代顛覆性，而受搖滾界一批前輩蔑視，樂評人認為崔健是箇中代表。

## 作品风格

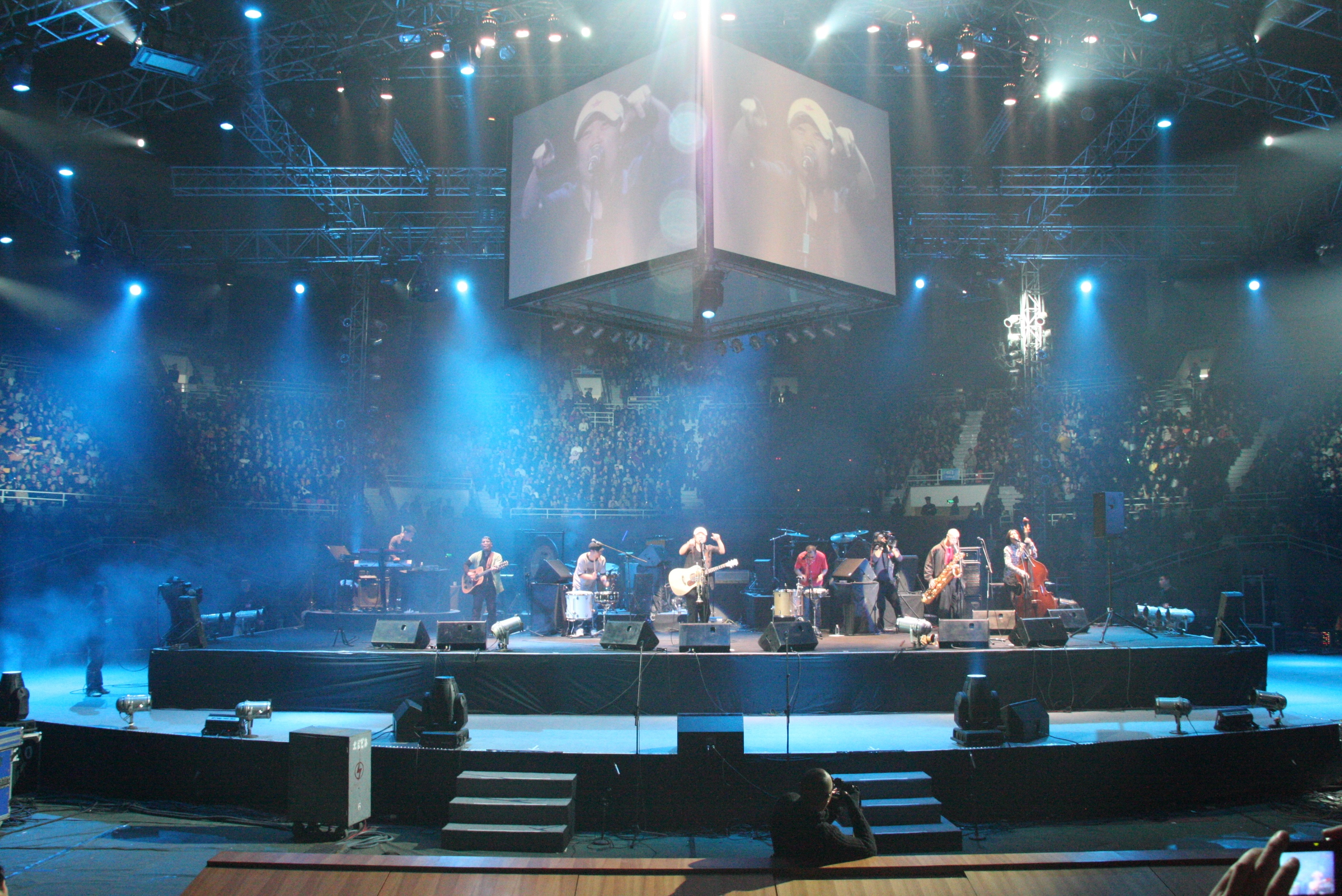
2008年，崔健在北京工人体育场演出

他的歌词富于批判精神，且往往不为主流所容。他在歌曲《宽容》中把粗口“去你妈的”也写进歌词。目前公开发行的《最后一枪》版本为只有三句歌词的演奏版，在电影《火烧岛》原声大碟中能听到有完整歌词的版本，也称为演唱版。而且崔健亦較早在他的搖滾樂裡面使用“中國風”風格的歌手之一，較樸實的音樂風格受到了觀眾的歡迎。

## 音樂作品

### 正式专辑
- 1989年：《新長征路上的搖滾》
- 1989年：《一無所有》（《新長征路上的搖滾》海外发行版）
- 1991年：《解决》
- 1994年：《红旗下的蛋》
- 1998年：《无能的力量》
- 2005年：《给你一点颜色》
- 2015年：《光冻》
- 2021年：《飞狗》

### 其他專輯
- 1984年：《當代歐美流行爵士─崔健獨唱集》
- 1985年：《七合板演唱專輯》
- 1985年：《夢中的傾訴》，即後來重新出版的《'85回顧》《1985回顧》
- 1986年：《新潮》，即後來重新出版的《分手的時候》《浪子歸》

### 精選輯
- 1996年：《1986-1996》，中國國際廣播音像出版社。
- 1997年：《Best Album》，韓國WOONGJIN MUSIC、SORIMADANG公司。
- 2003年：《Cui Jian: The Beginning 1986-1998》2CD，Bailong Music。
- 2006年：《Best of Cui Jian》，EMI Hong Kong。

### 單曲
- 1985年：〈歡樂之夜〉，收錄於《愛的太陽》合輯，中國唱片公司北京分公司。
- 1986年：〈一隻受傷的蒼鷹〉，音樂家王西麟唯一的聲樂作品，收錄於《金木水火土》合輯，中國旅遊聲像出版社。
- 1986年：〈無言〉，收錄於新加坡電視連續劇《調色板》主題插曲專輯，北京市青少年音像出版社。
- 1986年：〈一無所有〉早期版，最早收錄於《讓世界充滿愛》合輯，中國錄音錄像出版總社。
- 1986年：〈不是我不明白〉早期版，最早收錄於《全國百名歌星薈萃精選1》合輯，中國錄音錄像公司。
- 1987年：〈最後一槍〉早期版，最早收錄於《無名高地第一集》，中國東方歌舞團錄音公司；另收錄於1988年，《開天闢地》合輯，永聲音樂、1990年，《王虹、崔健》合輯，永聲音樂。
- 1990年：〈錯〉，收錄於《王虹、崔健》合輯，永聲音樂。
- 1997年：〈超越那一天〉，收錄於《七月一日生》合輯，上華國際。
- 2002年：麗江雪山音樂節主題歌，未發行。
- 2008年：〈月亮〉，翻唱廣西哈嘹樂隊原曲，未發行。

### 演唱會
- 1993年：《北京崔健演唱會》現場實況錄音，中國旅遊出版社。
- 1997年：《北京演唱會》VCD，北京北影錄音公司。
- 2000年：《中國搖滾演唱會》VCD、DVD，廣州市新時代影音公司。
- 2007年：《音樂現場運動》DVD，中國文采聲像出版公司。

| 时间      | 地点            | 场次 | 备注 |
| --------- | --------------- | ---- | ---- |
| 1988年1月 | 北京 中山音乐堂 | 1    |      |

| 时间                 | 地点                                            | 场次 | 备注 |
| -------------------- | ----------------------------------------------- | ---- | ---- |
| 1989年3月12~13日     | 北京 北展剧场                                   | 2    |      |
| 1990年1月28~29日     | 北京 工人体育馆（《重头再来》为亚运集资演唱会） | 2    |      |
| 1990年3月17~19日     | 郑州                                            | 3    |      |
| 1990年3月23日~24日   | 武汉                                            | 2    |      |
| 1990年3月31日~4月1日 | 西安                                            | 2    |      |
| 1990年4月8~10日      | 成都                                            | 3    |      |
| 1991年2月            | 广州 天河体育馆                                 | 1    |      |
| 1991年5月            | 沈阳                                            | 1    |      |
| 1991年9月            | 汕头 汕头体育馆                                 | 1    |      |
| 1991年10月           | 厦门                                            | 1    |      |
| 1991年10月           | 珠海                                            | 1    |      |
| 1991年10月11~13日    | 长沙                                            | 3    |      |
| 1992年2月            | 兰州 兰州体育馆                                 | 1    |      |
| 1992年2月8日         | 太原 太铁体育馆                                 | 1    |      |
| 1992年5月            | 南京 五台山体育馆                               | 1    |      |
| 1992年5月            | 合肥 合肥体育馆                                 | 1    |      |
| 1992年7月            | 昆明 拓东体育馆                                 | 5    |      |
| 1992年11月           | 济南 山东省体育馆                               | 1    |      |
| 1992年12月           | 杭州 浙江省体育馆                               | 1    |      |
| 1992年12月           | 贵阳 贵州省体育馆                               | 1    |      |
| 1992年12月28~30日    | 北京 北展剧场                                   | 3    |      |
| 1993年1月            | 鞍山                                            | 1    |      |
| 1993年3月            | 石家庄                                          | 1    |      |
| 1993年7月3~4日       | 北京                                            | 2    |      |
| 1993年7月            | 上海 上海体育馆                                 | 1    |      |

| 时间                | 地点                    | 场次 | 备注 |
| ------------------- | ----------------------- | ---- | ---- |
| 1993年10月          | 青岛 青岛体育馆         | 1    |      |
| 1994年10月          | 东京、大阪、福冈、京都  | 4    |      |
| 1994年4月           | 潍坊                    | 1    |      |
| 1994年8月           | 绵阳                    | 1    |      |
| 1994年9月           | 西雅图 西雅图中心体育场 | 1    |      |
| 1994年10月          | 长春                    | 1    |      |
| 1994年10月          | 新疆                    | 1    |      |
| 1994年11月          | 烟台                    | 1    |      |
| 1995年1月           | 沈阳                    | 1    |      |
| 1995年2月           | 长春                    | 1    |      |
| 1995年2月           | 北京 JJ迪厅             | 1    |      |
| 1995年4月           | 海南                    | 1    |      |
| 1995年6月           | 沈阳 "中国跳"迪厅       | 1    |      |
| 1995年8月10日~11日  | 深圳 太阳迪斯科广场     | 2    |      |
| 1995年8月           | 旧金山、纽约、波士顿    | 6    |      |
| 1995年9月           | 大阪、东京              | 4    |      |
| 1995年11月4日       | 郑州 河南省体育场       | 1    |      |
| 1995年11月22日~23日 | 郑州 阿波罗迪厅         | 2    |      |
| 1995年11月17~18日   | 长沙 红番DISCO广场      | 2    |      |
| 1995年底            | 香港 伊丽莎白体育馆     | 2    |      |
| 1996年1月12~13日    | 大庆 大庆市体育馆       | 2    |      |
| 1996年3月29日       | 金华 金华市体育馆       | 1    |      |
| 1996年6月14~15日    | 西安 陕西省体育馆       | 2    |      |
| 1996年6月22~23日    | 哈尔滨 哈尔滨冰球馆     | 2    |      |
| 1996年9月16~17日    | 淮南 淮南市澳天迪厅     | 2    |      |
| 1996年11月22~23日   | 郑州 阿波罗迪厅         | 2    |      |
| 1997年1月           | 大庆                    | 1    |      |
| 1997年6月25~26日    | 东营 雪地迪厅           | 2    |      |
| 1997年12月17~18日   | 深圳 HOUSE DISCO        | 2    |      |
| 1997年12月22~23日   | 长沙 神农大酒店         | 2    |      |

| 时间               | 地点                    | 场次 | 备注                                                                     |
| ------------------ | ----------------------- | ---- | ------------------------------------------------------------------------ |
| 2002年1月10日      | 哈尔滨 黑龙江大学体育馆 | 1    |                                                                          |
| 2002年2月14/15日   | 天津 天津体育中心       | 2    |                                                                          |
| 2002年3月1~2日     | 汉城 Triport Hall演艺厅 | 2    |                                                                          |
| 2002年3月9日       | 纽约 大西洋城           | 1    |                                                                          |
| 2002年3月29/30日   | 重庆 回归酒廊           | 2    |                                                                          |
| 2002年6月29日      | 北京 CD CAFE            | 1    |                                                                          |
| 2002年8月10日      | 青岛 金沙滩             | 1    |                                                                          |
| 2002年9月6日       | 大连 城雕广场           | 1    |                                                                          |
| 2002年9月7日       | 青岛 梦幻剧院           | 1    |                                                                          |
| 2002年11月29日     | 烟台 烟台体育馆         | 1    |                                                                          |
| 2004年2月5日~15日  | 德国 *                  | 10   | 崔健与艾迪、刘元和乌多·林登贝格及其乐队在德国巡演10场                    |
| 2004年2月27/28日   | 上海 美琪大戏院         | 2    | 同乌多·林登贝格及其乐队出演摇滚音乐剧《大西洋故事》                      |
| 2004年3月4/5日     | 北京 北展剧场           | 2    | 同乌多·林登贝格及其乐队出演摇滚音乐剧《大西洋故事》                      |
| 2004年3月31、2/4日 | 中国 北上广             | 3    | Deep Purple VS 崔健中国巡演：(2004.3.31北京；2004.4.2上海；2004.4.4广州) |
| 2004年4月24日      | 旧金山 The Fillmore     | 1    |                                                                          |
| 2004年4月27日      | 圣地亚哥 4TH & B        | 1    |                                                                          |
| 2004年4月28日      | 洛杉矶 The Avalon       | 1    |                                                                          |
| 2004年4月29日      | 芝加哥 Park West        | 1    |                                                                          |
| 2004年5月15日      | 沈阳 辽宁省体育馆       | 1    |                                                                          |
| 2004年8月21日      | 长治 淮海体育馆         | 1    |                                                                          |
| 2004年12月10日     | 北京 新豪酒吧           | 1    |                                                                          |
| 2005年6月3日       | 武汉 洪山体育馆         | 1    |                                                                          |
| 2005年12月3日      | 南京 五台山体育馆       | 1    |                                                                          |
| 2006年7月15日      | 北京 星光现场           | 1    |                                                                          |

| 时间                         | 地点              | 场次 | 备注 |
| ---------------------------- | ----------------- | ---- | ---- |
| 2008年1月5日                 | 北京 工人体育馆   | 1    |      |
| 2008年4月26日                | 成都 四川省体育馆 | 1    |      |
| 2009年12月24日               | 北京 北展剧场     | 1    |      |
| 2010年12月31日、2011年1月1日 | 北京 工人体育馆   | 2    |      |
| 2011年7月23日                | 济南 山东省体育馆 | 1    |      |
| 2011年11月19日               | 重庆 人民大礼堂   | 1    |      |

| 时间           | 地点                      | 场次 | 备注 |
| -------------- | ------------------------- | ---- | ---- |
| 2012年9月29日  | 深圳 深圳湾体育馆         | 1    |      |
| 2012年11月24   | 大连 世界博览广场         | 1    |      |
| 2012年12月15日 | 北京 万事达中心           | 1    |      |
| 2012年12月24日 | 上海 上海大舞台           | 1    |      |
| 2013年1月6日   | 西安 曲江国际会展中心B3馆 | 1    |      |
| 2013年4月13日  | 南京 五台山体育馆         | 1    |      |
| 2014年10月12日 | 大连 大连体育中心         | 1    |      |
| 2015年1月31日  | 天津 天津体育馆           | 1    |      |

| 时间           | 地点                           | 场次 | 备注 |
| -------------- | ------------------------------ | ---- | ---- |
| 2016年9月30日  | 北京 工人体育场                | 1    |      |
| 2016年12月24日 | 深圳 深圳湾"春茧"体育馆        | 1    |      |
| 2017年12月16日 | 济南 奥体中心东荷体育馆        | 1    |      |
| 2018年6月2日   | 广州 广州体育馆                | 1    |      |
| 2018年8月11日  | 武汉 武汉客厅·中国文化博览中心 | 1    |      |

## 出版書籍
- 2022年：《崔健詩歌集（1986-2021）》，當代世界出版社

## 電影
- 1993年，参与演出張元导演的电影作品《北京杂种》，并制作其中的电影原声。
- 2001年，參與演出俞鐘導演的電影作品《我的兄弟姐妹》，飾演一名當音樂老師的父親。
- 2002年，與劉星、李海鹰共同为姜文导演的电影作品《鬼子来了》配乐，该片获得坎城影展評審團大獎。
- 2006年，執導首部電影作品——7分鐘的上下集短片《修復處女膜時代》。
- 2007年，客串演出姜文導演的電影作品《太陽照常升起》。
- 2009年，執導兩段式電影作品《成都我愛你》。
- 2011年，執導電影《藍色骨頭》[35]。
- 2012年，指導音樂現場紀錄電影：《超越那一天》。採用3D立體聲、效技術，主題內容交響搖滾樂。
- 2013年，崔健执导的首部长片《蓝色骨头》入围第八届罗马电影节主竞赛单元[36]。
- 2014年10月17日，崔健导演电影处女作《蓝色骨头》通过广电审查，在中国大陆上映[37]。

## 轶事
传言称崔健小时候在军队大院中听到林彪儿子林立果演唱披头士摇滚音乐，之后穿军装演唱便是出于对他的回忆。作家朱大可在《流氓的盛宴》一书中认为，崔健“秘密传承”了林立果在摇滚音乐中注入的“叛逆精神”，但崔健本人在做客凤凰卫视《锵锵三人行》中对此予以否认。

## 獎項紀錄
| 年份   | 頒獎典禮                  | 專輯     | 獎項               | 入圍     | 結果 |
| ------ | ------------------------- | -------- | ------------------ | -------- | ---- |
| 2016年 | 第27屆金曲獎              | 《光凍》 | 最佳演唱錄音專輯獎 | 《光凍》 | 獲獎 |
| 2022年 | 第15屆 Fresh Music Awards | 《飛狗》 | 年度10大專輯獎     | 《飛狗》 | 獲獎 |
| 2022年 | 第15屆 Fresh Music Awards | 《飛狗》 | 最佳男演唱人獎     | 《飛狗》 | 提名 |
| 2022年 | 第15屆 Fresh Music Awards | 《飛狗》 | 年度10大單曲獎     | 《飛狗》 | 提名 |
| 2022年 | 第33屆金曲獎              | 《飛狗》 | 年度專輯獎         | 《飛狗》 | 提名 |
| 2022年 | 第33屆金曲獎              | 《飛狗》 | 最佳華語專輯獎     | 《飛狗》 | 提名 |
| 2022年 | 第33屆金曲獎              | 《飛狗》 | 最佳華語男歌手獎   | 《飛狗》 | 獲獎 |
| 2022年 | 第33屆金曲獎              | 《飛狗》 | 最佳演唱錄音專輯獎 | 《飛狗》 | 提名 |